# 이용제 정려각
이용재 정려각(李容濟 旌閭閣)은 전라남도 나주시 세지면 교산리 420-2번지에 있는 정려이다. 2013년 11월 11일 나주시의 향토문화유산 제32호로 지정되었다.

## 지정 사유
이용제(1565~1741) 정려각은 1741년 충신정려를 받은지 56년후에 건립하였다. 이용제는 호가 後淍堂으로 정려가 있는 발산마을에서 태어나 1591년 무과에 급제하고 1592년 임진왜란이 일어나자 선전관 겸 비변사랑으로서 순변사가 되어 제주를 왕래하는 등 활동을 하다가 1595년 흥덕현감으로 수전을 관하하였다. 1597년 3월 9일 거제 기간포 전투에서 적함을 불태우고 18명을 참수하는 전공을 세우고 7월 칠천량 해전 참전 하고 8월 16일 남원성 전투에서 순절하였다. 이용제는 정유재란의 주요해전이었던 칠천량해전과 호남의 안위에 큰 영향을 끼치는 남원성전투에 참가하여 순절한 충절인물의 사적으로 보전할 가치가 있다.